# 高松琴平電気鉄道6000形電車
高松琴平電気鉄道6000形電車（たかまつことひらでんきてつどう6000かたでんしゃ）は、高松琴平電気鉄道に在籍した通勤形電車の制御車。
2両（610, 620）が存在した。

## 概要
610, 620は、もとは日本国有鉄道の木造電車である。610はクハ6形（6007）であるが、前身は中央本線・山手線用に製造された三等制御電動車デハ23500形（デハ33500系）で、1921年（大正10年）日本車輌製造東京支店製である。620はモハ1形（1029）である。宇部線で廃車後、1953年（昭和28年）に高松琴平電気鉄道に移り6000形となり、琴平線で運用される。
610は1960年（昭和35年）に鋼体化改造された。鋼体化は木造車の寸法どおりに行われたこともあり、原型に近い状態（小型の窓、ダブルルーフ、足回りのトラス棒など）を留めていた。天井が低いため扇風機は最後まで取り付けられなかった。620は鋼体化されることなく、1965年（昭和40年）に廃車となった。
610は1973年（昭和48年）に長尾線・志度線に転属。晩年は朝ラッシュ時のみの運用（休日は動かない）だった。1983年（昭和58年）に廃車となった。

## 車両諸元

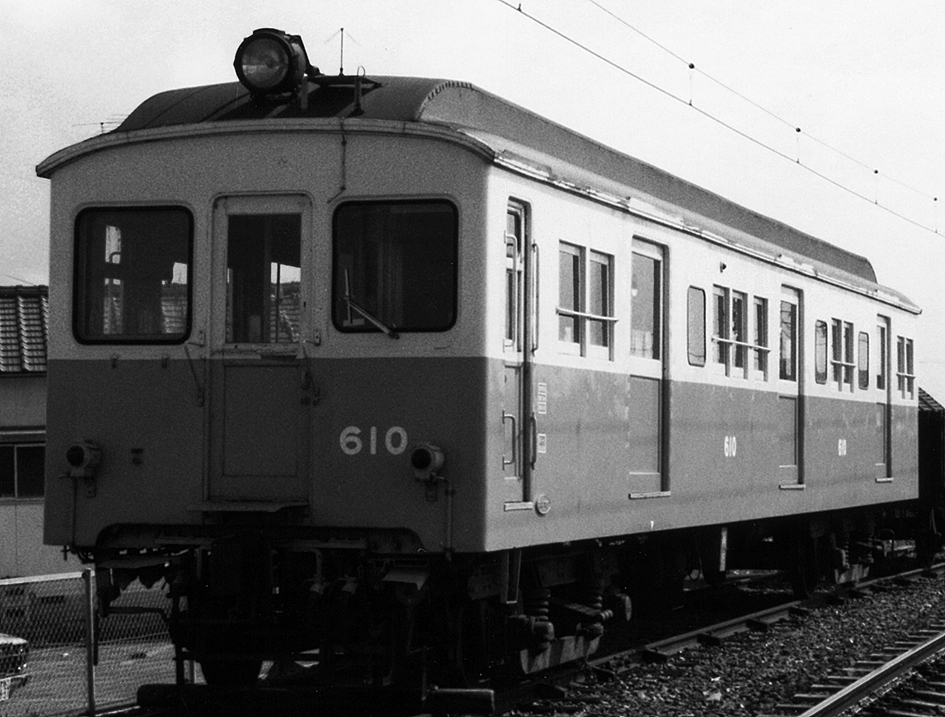
高松琴平電鉄6000形電車 610
撮影・仏生山駅付近（1983年）

データーは610
- 全長：16,820ミリメートル
- 全幅：2,640ミリメートル
- 全高：3,870ミリメートル
- 重量：26.0t
- 定員：110名（座席48名）
- 台車：TR11